# Département de Dagana
Pour les articles homonymes, voir Dagana.
Le département de Dagana est l'un des 46 départements du Sénégal et l'un des 3 départements de la région de Saint-Louis, dans le nord du pays.

## Organisation territoriale
Le chef-lieu est la ville de Dagana.
Ses deux arrondissements sont :
- Arrondissement de Mbane
- Arrondissement de Ndiaye, créé en 2008

Les localités ayant le statut de commune sont :
- Dagana
- Richard-Toll
- Rosso
- Gaé
- Ross Béthio
- Mbane
- Ronkh
- Diama

## Histoire
Dagana a été créé comme département le 21 février 1960.

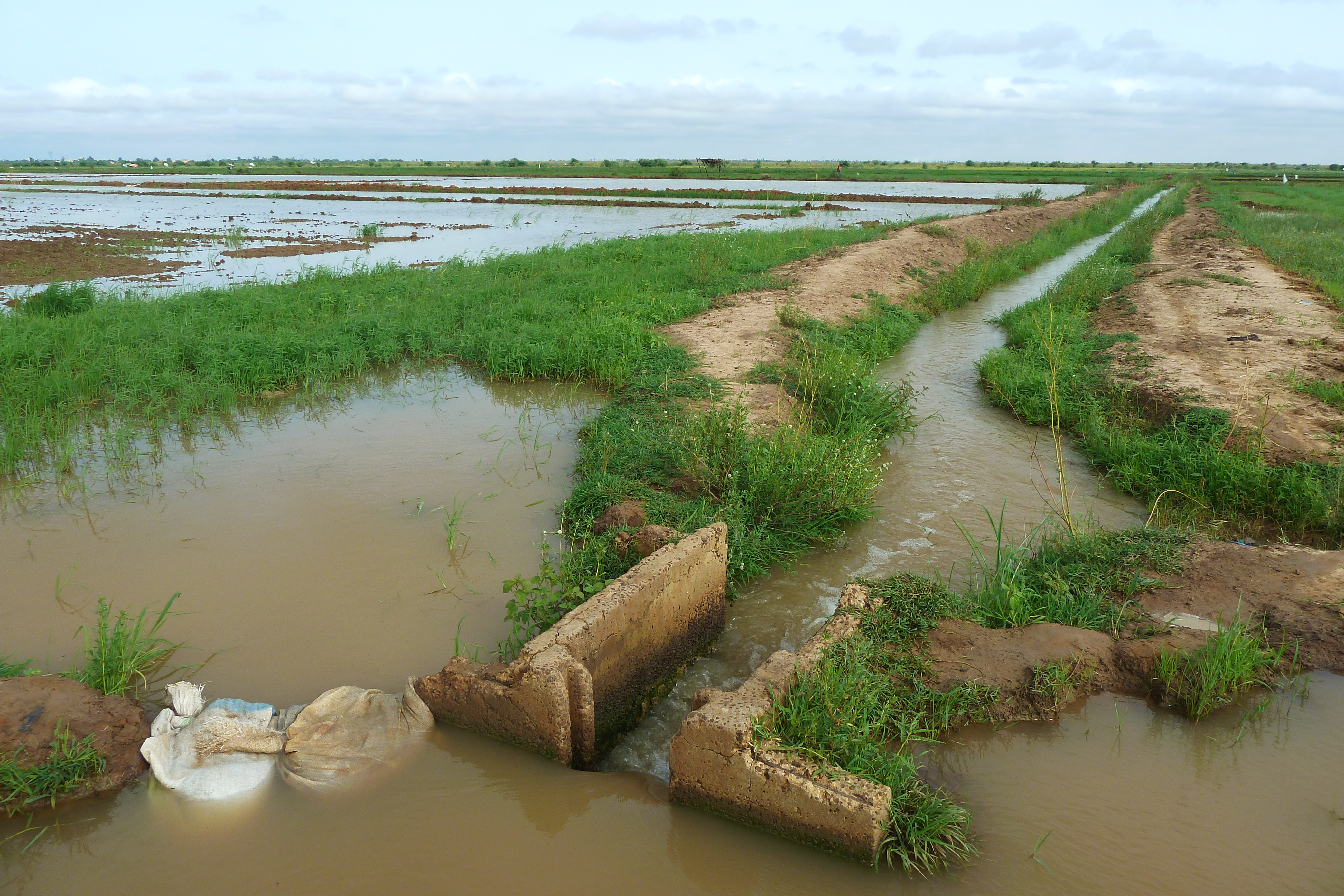
Riziculture irriguée

## Géographie

### Population
Lors du recensement de décembre 2002, la population était de 190 451 habitants. En 2005, la population était estimée à 207 991 personnes.